# Félicien Salmon
Pour les articles homonymes, voir Salmon.
Félicien Salmon, né le 14 septembre 1882 à Annevoie-Rouillon, section de la ville d'Anhée, et mort dans la même ville le 13 avril 1964, est un coureur cycliste belge, en activité de 1907 à 1913.
La Première Guerre mondiale met fin à sa carrière sportive et il finit par se consacrer au commerce de vélos et à l’hôtellerie.

## Palmarès
- 1909
  - 2e de l'Étoile carolorégienne
  - 3e du Tour de Belgique amateurs
  - 4e de Liège-Bastogne-Liège
- 1911
  - Huit Jours d'Alcyon
  - 7e de Liège-Bastogne-Liège
- 1912
  - 2e du championnat de Belgique de cyclisme sur route

## Résultats sur le Tour de France
2 participations :
- 1912 : 9e
- 1913 : abandon (4e étape)